# Stari grad (Bratislava)
| Stari grad (Bratislava) | Stari grad (Bratislava) |
| ----------------------- | ----------------------- |
| Stari grad (Bratislava) |                         |
| Grb                     | Karta                   |
|                         |                         |
| Opći podaci             |                         |
| Kraj:                   | Bratislavský            |
| Okrug:                  | Bratislava I            |
| Regija:                 | Bratislava i okolica    |
| Nadmorska visina:       | m                       |
| Površina:               | 9,59 km²                |
| Stanovništvo:           | 42241 (2005.)           |
| Gustoća:                | stan./km2               |
| Statistički kôd:        |                         |
| Registarska oznaka:     |                         |
| Poštanski broj:         |                         |
| Pozivni broj:           |                         |
| Stranica:               | www.staremesto.sk       |
| Načelnik:               | Zuzana Aufrichtová      |

Stari grad (slovački: Staré Mesto, njemački: Pressburger Altstadt, mađarski: Pozsony-Óváros) je gradska četvrt u Bratislavi koja zauzima povijesno središte grada. Ovo je jedina četvrt koja se nalazi u okrugu Bratislava I.
U ovom dijelu grada nalaze se brojne slovačke i bratislavske institucije, te brojni povijesni spomenici. Na zapadnom brežuljkastom dijelu nalazi se spomenik Slavín, Horský park i mnoga strana veleposlanstva u Slovačkoj. Ovo područje završava na Dunavu gdje se nalazi Bratislavski zamak.
U istočnom dijelu nalazi se povijesno i upravno središte. Poznatije znamenitosti u ovom dijelu su: Grasalkovićeva palača, Crkva sv. Trojstva, Stara vijećnica, Katedrala Svetoga Martina, Mihaelov toranj, Primacijalna palača i mnoge druge znamenitosti.